# مونتشي أو بويس
مونتشي أو بويس (بالفرنسية: Monchy-au-Bois)‏ هي بلدية تقع في إقليم باد كاليه من منطقة نور با دو كاليه في شمال فرنسا. تبلغ مساحة هذه المدينة 10.98 (كم²)، وترتفع عن سطح البحر 132 م، يبلغ عدد سكانها 518 نسمة حسب إحصاء المعهد الوطني للإحصاء والدراسات الاقتصادية سنة 2009 م. وترأس Raymond Przybylski البلدية خلال فترة (2008-2014).